# Excelsior (FSRU)
Excelsior – плавуча установка з регазифікації та зберігання зрідженого природного газу (Floating storage and regasification unit, FSRU), споруджена для компанії Excelerate Energy. Перше в історії судно такого типу.

## Загальна інформація
Починаючи з 2005 року Excelerate Energy створила найбільший у світі флот FSRU, при цьому її першим судном цього типу стало саме Excelerate, яке завершили у 2005-му на південнокорейській верфі Daewoo Shipbuilding&Marine Engineering.
Розміщена на борту регазифікаційна установка здатна видавати 16,9 млн м3 на добу. Зберігання ЗПГ відбувається у резервуарах загальним об’ємом 138000 м3. 
За необхідності, судно може використовуватись як звичайний ЗПГ-танкер та пересуватись до місця призначення зі швидкістю до 19,5 вузла.

## Служба судна
Перші кілька років судно не мало чітко визначеного довгострокового місця служби, а обслуговувало кілька створених Excelerate Energy специфічних терміналів, для яких були важливими функції ЗПГ-танкера та регазифікації (такі об’єкти забезпечували доступ до розвинених газотранспортних систем, що могли самостійно впоратись зі зберіганням ресурсу після регазифікації). 
Навесні 2005 року «Excelsior» прийняла вантаж ЗПГ на малазійському заводі у Бінтулу і на початку квітня доправила його до розташованого у Мексиканській затоці Gulf Gateway Deepwater Port, що започаткувало роботу першого в історії плавучого регазифікаційного термінала. 
В серпні 2006 року «Excelsior» у тій же Мексиканській затоці отримала частковий вантаж із газовоза «Excalibur», що стало першою комерційною операцією з передачі партії зрідженого газу між суднами.
В лютому 2007 року «Excelsior» прийняла в районі Оркнейських островів повний вантаж ЗПГ (це також стало першою в історії подібною комерційною операцією), після чого узяла участь у запуску британського термінала Teesside Gasport.
Нарешті, у 2008 році «Excelsior» призначили для роботи на постійній основі на аргентинському терміналі Баїя-Бланка, де установка працювала по 2011 рік.
Починаючи із 2018 року «Excelsior» обслуговувала ізраїльський термінал у Хадері. З плином часу місцева потреба в імпорті ЗПГ нівелювалась унаслідок нарощування видобутку на ізраїльських же офшорних газових родовищах (Тамар, Левіафан). В жовтні 2021 року прийняли останню партію зрідженого газу, а у грудні 2022 року установка «Excelsior» полишила Хадеру.
Очікується, що у 2023 році «Excelsior» розпочне роботу у німецькому Вільгельмсгафені на терміналі компанії Tree Energy Solutions.